# Arroyo del Sauce (Arroyo Pando)
Der Arroyo del Sauce ist ein im Süden Uruguays gelegener Fluss.
Der rechtsseitige Nebenfluss des Arroyo Pando befindet sich auf dem Gebiet des Departamentos Canelones.
Er entspringt südwestlich von Sauce bzw. nördlich von Toledo. Zunächst in nördliche Richtung fließend, passiert er Paso Rodríguez, durchquert die Stadt Sauce, vereinigt sich östlich dieser Stadt bei Paso Horno mit seinem rechtsseitigen Nebenfluss Arroyo del Colorado und ändert kurz darauf seine Fließrichtung nach Osten. Hier wird er nach wenigen Kilometern vom linksseitigen Nebenfluss Arroyo Pantanoso gespeist und fließt fortan nach Südosten. Nördlich von Totoral del Sauce trifft rechtsseitig der Arroyo Totoral auf ihn. Er unterquert sodann die Ruta 7 und mündet schließlich östlich von Jardines de Pando und westlich von Empalme Olmos in den Arroyo Pando.
→ Siehe auch: Liste der Flüsse in Uruguay